# Saison 2022-2023 du Magic d'Orlando
La saison 2022-2023 du Magic d'Orlando est la 34e saison de la franchise au sein de la National Basketball Association (NBA).

## Draft
| Tour | Choix | Joueur         | Poste | Nationalité       | Provenance             |
| ---- | ----- | -------------- | ----- | ----------------- | ---------------------- |
| 1    | 1     | Paolo Banchero | F     | États-Unis Italie | Blue Devils de Duke    |
| 2    | 32    | Caleb Houstan  | F     | Canada            | Wolverines du Michigan |

## Matchs

### Summer League
| Summer League Total: 2-3 |

| Match | Date match | Équipe        | Score         | Meilleur marqueur   | Meilleur rebondeur | Meilleur passeur   | Lieux Spectateurs      | Série |
| ----- | ---------- | ------------- | ------------- | ------------------- | ------------------ | ------------------ | ---------------------- | ----- |
| 1     | 7 juillet  | Houston       | V 91-77       | Caleb Houstan (20)  | R. J. Hampton (11) | Paolo Banchero (6) | Thomas & Mack Center 0 | 1 - 0 |
| 2     | 9 juillet  | Sacramento    | V 94-92 (2OT) | Paolo Banchero (23) | Emanuel Terry (9)  | Paolo Banchero (6) | Thomas & Mack Center 0 | 2 - 0 |
| 3     | 11 juillet | Oklahoma City | D 81-84       | Justin James (16)   | Emanuel Terry (14) | Zavier Simpson (7) | Thomas & Mack Center 0 | 2 - 1 |
| 4     | 14 juillet | New York      | D 89-102      | Tommy Kuhse (25)    | Simpson, Terry (6) | Zavier Simpson (9) | Thomas & Mack Center 0 | 2 - 2 |
| 5     | 16 juillet | Détroit       | D 86-102      | Justin James (18)   | James, Simpson (5) | Zavier Simpson (5) | Thomas & Mack Center 0 | 2 - 3 |

### Pré-saison
| Pré-saison Total: 4-1 (Domicile : 2-0; Extérieur : 2-1) |

| Match | Date match | Équipe        | Score     | Meilleur marqueur       | Meilleur rebondeur      | Meilleur passeur        | Lieux Spectateurs               | Série |
| ----- | ---------- | ------------- | --------- | ----------------------- | ----------------------- | ----------------------- | ------------------------------- | ----- |
| 1     | 3 octobre  | @ Memphis     | D 97-109  | Cole Anthony (17)       | Bol Bol (6)             | R. J. Hampton (7)       | FedExForum 13 431               | 0 - 1 |
| 2     | 6 octobre  | @ San Antonio | V 102-99  | Wendell Carter Jr. (20) | Wendell Carter Jr. (10) | Cinq joueurs (3)        | AT&T Center 11 561              | 1 - 1 |
| 3     | 7 octobre  | @ Dallas      | V 110-105 | Paolo Banchero (19)     | Wendell Carter Jr. (8)  | Anthony, Carter Jr. (5) | American Airlines Center 19 360 | 2 - 1 |
| 4     | 11 octobre | Memphis       | V 109-105 | Banchero, Ross (17)     | Franz Wagner (10)       | Wendell Carter Jr. (8)  | Amway Center 16 006             | 3 - 1 |
| 5     | 14 octobre | Cleveland     | V 114-108 | Paolo Banchero (17)     | Bamba, Carter Jr. (7)   | Franz Wagner (4)        | Amway Center 17 063             | 4 - 1 |

### Saison régulière
| Saison régulière Total: 34-48 (Domicile : 20-21; Extérieur : 14-27) |

| Match | Date match | Équipe      | Score     | Meilleur marqueur   | Meilleur rebondeur      | Meilleur passeur        | Lieux Spectateurs               | Série |
| ----- | ---------- | ----------- | --------- | ------------------- | ----------------------- | ----------------------- | ------------------------------- | ----- |
| 1     | 19 octobre | @ Détroit   | D 109-113 | Paolo Banchero (27) | Wendell Carter Jr. (11) | Banchero, F. Wagner (5) | Little Caesars Arena 20 190     | 0 - 1 |
| 2     | 21 octobre | @ Atlanta   | D 98-108  | Cole Anthony (25)   | Paolo Banchero (12)     | Franz Wagner (3)        | State Farm Arena 17 822         | 0 - 2 |
| 3     | 22 octobre | Boston      | D 120-126 | Terrence Ross (29)  | Wendell Carter Jr. (12) | Cole Anthony (6)        | Amway Center 19 299             | 0 - 3 |
| 4     | 24 octobre | @ New York  | D 102-115 | Paolo Banchero (21) | Wendell Carter Jr. (11) | Franz Wagner (5)        | Madison Square Garden 18 800    | 0 - 4 |
| 5     | 26 octobre | @ Cleveland | D 92-103  | Paolo Banchero (29) | Bol Bol (10)            | Anthony, F. Wagner (5)  | Rocket Mortgage FieldHouse 0    | 0 - 5 |
| 6     | 28 octobre | Charlotte   | V 113-93  | Paolo Banchero (21) | Paolo Banchero (12)     | Paolo Banchero (7)      | Amway Center 18 846             | 1 - 5 |
| 7     | 30 octobre | @ Dallas    | D 105-114 | Paolo Banchero (18) | Bol Bol (11)            | Trois joueurs (4)       | American Airlines Center 20 042 | 1 - 6 |

| Match | Date match   | Équipe          | Score          | Meilleur marqueur       | Meilleur rebondeur       | Meilleur passeur      | Lieux Spectateurs            | Série  |
| ----- | ------------ | --------------- | -------------- | ----------------------- | ------------------------ | --------------------- | ---------------------------- | ------ |
| 8     | 1er novembre | @ Oklahoma City | D 108-116      | Wendell Carter Jr. (30) | Bol, Carter Jr. (12)     | Franz Wagner (7)      | Paycom Center 13 109         | 1 - 7  |
| 9     | 3 novembre   | Golden State    | V 130-129      | Jalen Suggs (26)        | Carter Jr., Okeke (9)    | Jalen Suggs (9)       | Amway Center 18 846          | 2 - 7  |
| 10    | 5 novembre   | Sacramento      | D 123-126 (OT) | Paolo Banchero (33)     | Paolo Banchero (16)      | Jalen Suggs (7)       | Amway Center 18 846          | 2 - 8  |
| 11    | 7 novembre   | Houston         | D 127-134      | Paolo Banchero (30)     | Wendell Carter Jr. (7)   | Franz Wagner (7)      | Amway Center 15 441          | 2 - 9  |
| 12    | 9 novembre   | Dallas          | V 94-87        | Franz Wagner (22)       | Wendell Carter Jr. (12)  | Franz Wagner (6)      | Amway Center 18 165          | 3 - 9  |
| 13    | 11 novembre  | Phoenix         | V 114-97       | Wendell Carter Jr. (20) | Bol Bol (15)             | Carter Jr., Suggs (5) | Amway Center 15 879          | 4 - 9  |
| 14    | 14 novembre  | Charlotte       | D 105-112      | Franz Wagner (23)       | Mohamed Bamba (10)       | Jalen Suggs (7)       | Amway Center 15 018          | 4 - 10 |
| 15    | 16 novembre  | Minnesota       | D 108-126      | Bol Bol (26)            | Bol Bol (12)             | Jalen Suggs (6)       | Amway Center 16 527          | 4 - 11 |
| 16    | 18 novembre  | @ Chicago       | V 108-107      | Wendell Carter Jr. (21) | Bol Bol (10)             | Suggs, F. Wagner (8)  | United Center 21 031         | 5 - 11 |
| 17    | 19 novembre  | @ Indiana       | D 113-114      | Franz Wagner (29)       | Bol Bol (11)             | Jalen Suggs (8)       | Gainbridge Fieldhouse 14 478 | 5 - 12 |
| 18    | 21 novembre  | @ Indiana       | D 102-123      | Franz Wagner (20)       | Bol Bol (9)              | R. J. Hampton (5)     | Gainbridge Fieldhouse 14 029 | 5 - 13 |
| 19    | 25 novembre  | Philadelphie    | D 99-107       | Franz Wagner (24)       | Bol Bol (8)              | Bamba, Suggs (4)      | Amway Center 15 384          | 5 - 14 |
| 20    | 27 novembre  | Philadelphie    | D 103-133      | Paolo Banchero (18)     | Moritz Wagner (6)        | Gary Harris (5)       | Amway Center 16 218          | 5 - 15 |
| 21    | 28 novembre  | @ Brooklyn      | D 102-109      | Banchero, Bol (24)      | Caleb Houstan (7)        | Paolo Banchero (5)    | Barclays Center 15 704       | 5 - 16 |
| 22    | 30 novembre  | Atlanta         | D 108-125      | Franz Wagner (22)       | F. Wagner, M. Wagner (6) | Moritz Wagner (8)     | Amway Center 15 344          | 5 - 17 |

| Match | Date match  | Équipe        | Score          | Meilleur marqueur   | Meilleur rebondeur       | Meilleur passeur   | Lieux Spectateurs                 | Série   |
| ----- | ----------- | ------------- | -------------- | ------------------- | ------------------------ | ------------------ | --------------------------------- | ------- |
| 23    | 2 décembre  | @ Cleveland   | D 96-107       | Paolo Banchero (22) | Moritz Wagner (9)        | Markelle Fultz (6) | Rocket Mortgage FieldHouse 19 432 | 5 - 18  |
| 24    | 3 décembre  | @ Toronto     | D 108-121      | Bol, Ross (18)      | Bol Bol (7)              | Cole Anthony (5)   | Scotiabank Arena 19 800           | 5 - 19  |
| 25    | 5 décembre  | Milwaukee     | D 102-109      | Franz Wagner (25)   | Banchero, M. Wagner (12) | Paolo Banchero (7) | Amway Center 16 174               | 5 - 20  |
| 26    | 7 décembre  | L.A. Clippers | V 116-111 (OT) | Paolo Banchero (23) | Moritz Wagner (13)       | Anthony, Fultz (4) | Amway Center 14 429               | 6 - 20  |
| 27    | 9 décembre  | Toronto       | V 113-109      | Franz Wagner (34)   | Mohamed Bamba (13)       | Anthony, Fultz (5) | Amway Center 17 008               | 7 - 20  |
| 28    | 11 décembre | Toronto       | V 111-99       | Franz Wagner (23)   | Paolo Banchero (12)      | Cole Anthony (6)   | Amway Center 16 891               | 8 - 20  |
| 29    | 14 décembre | Atlanta       | V 135-124      | Franz Wagner (24)   | Trois joueurs (7)        | Markelle Fultz (9) | Amway Center 16 002               | 9 - 20  |
| 30    | 16 décembre | @ Boston      | V 117-109      | Moritz Wagner (25)  | Mohamed Bamba (12)       | Paolo Banchero (5) | TD Garden 19 156                  | 10 - 20 |
| 31    | 18 décembre | @ Boston      | V 95-92        | Paolo Banchero (31) | Bol Bol (8)              | Markelle Fultz (5) | TD Garden 19 156                  | 11 - 20 |
| 32    | 19 décembre | @ Atlanta     | D 125-126      | Markelle Fultz (24) | Moritz Wagner (10)       | Markelle Fultz (9) | State Farm Arena 17 809           | 11 - 21 |
| 33    | 21 décembre | @ Houston     | V 116-110      | Franz Wagner (25)   | Paolo Banchero (13)      | Cole Anthony (6)   | Toyota Center 15 965              | 12 - 21 |
| 34    | 23 décembre | San Antonio   | V 133-113      | Cole Anthony (23)   | Cole Anthony (10)        | Cole Anthony (9)   | Amway Center 18 425               | 13 - 21 |
| 35    | 27 décembre | L.A. Lakers   | D 110-129      | Markelle Fultz (16) | Trois joueurs (5)        | Quatre joueurs (4) | Amway Center 19 482               | 13 - 22 |
| 36    | 28 décembre | @ Détroit     | D 101-121      | Franz Wagner (19)   | Wendell Carter Jr. (8)   | Markelle Fultz (9) | Little Caesars Arena 20 190       | 13 - 23 |
| 37    | 30 décembre | Washington    | D 100-119      | Franz Wagner (28)   | Bol Bol (9)              | Franz Wagner (8)   | Amway Center 19 040               | 13 - 24 |

| Match | Date match | Équipe              | Score     | Meilleur marqueur   | Meilleur rebondeur        | Meilleur passeur    | Lieux Spectateurs              | Série   |
| ----- | ---------- | ------------------- | --------- | ------------------- | ------------------------- | ------------------- | ------------------------------ | ------- |
| 38    | 4 janvier  | Oklahoma City       | V 126-115 | Paolo Banchero (25) | Wendell Carter Jr. (13)   | Paolo Banchero (7)  | Amway Center 18 925            | 14 - 24 |
| 39    | 5 janvier  | Memphis             | D 115-123 | Paolo Banchero (30) | Paolo Banchero (9)        | Markelle Fultz (9)  | Amway Center 19 184            | 14 - 25 |
| 40    | 7 janvier  | @ Golden State      | V 115-101 | Paolo Banchero (25) | Wendell Carter Jr. (10)   | Markelle Fultz (7)  | Chase Center 18 064            | 15 - 25 |
| 41    | 9 janvier  | @ Sacramento        | D 111-136 | Paolo Banchero (17) | Paolo Banchero (8)        | Markelle Fultz (5)  | Golden 1 Center 16 499         | 15 - 26 |
| 42    | 10 janvier | @ Portland          | V 109-106 | Franz Wagner (29)   | Banchero, Carter Jr. (10) | Markelle Fultz (7)  | Moda Center 18 176             | 16 - 26 |
| 43    | 13 janvier | @ Utah              | D 108-112 | Franz Wagner (26)   | Wendell Carter Jr. (10)   | Markelle Fultz (6)  | Vivint Smart Home Arena 18 206 | 16 - 27 |
| 44    | 15 janvier | @ Denver            | D 116-119 | Markelle Fultz (20) | Markelle Fultz (7)        | Anthony, Fultz (6)  | Ball Arena 19 641              | 16 - 28 |
| 45    | 20 janvier | La Nouvelle-Orléans | V 123-110 | Franz Wagner (30)   | Wendell Carter Jr. (9)    | Franz Wagner (9)    | Amway Center 19 025            | 17 - 28 |
| 46    | 21 janvier | @ Washington        | D 118-138 | Markelle Fultz (23) | Wendell Carter Jr. (9)    | Markelle Fultz (8)  | Capital One Arena 18 171       | 17 - 29 |
| 47    | 23 janvier | Boston              | V 113-98  | Paolo Banchero (23) | Wendell Carter Jr. (11)   | Franz Wagner (6)    | Amway Center 19 196            | 18 - 29 |
| 48    | 25 janvier | Indiana             | V 126-120 | Paolo Banchero (23) | Wendell Carter Jr. (10)   | Markelle Fultz (8)  | Amway Center 18 846            | 19 - 29 |
| 49    | 27 janvier | @ Miami             | D 105-110 | Trois joueurs (19)  | Wendell Carter Jr. (8)    | Markelle Fultz (6)  | Miami-Dade Arena 19 788        | 19 - 30 |
| 50    | 28 janvier | Chicago             | D 109-128 | Moritz Wagner (27)  | Paolo Banchero (7)        | Cole Anthony (6)    | Amway Center 18 846            | 19 - 31 |
| 51    | 30 janvier | @ Philadelphie      | V 119-109 | Paolo Banchero (29) | Banchero, Carter Jr. (9)  | Markelle Fultz (10) | Wells Fargo Center 19 812      | 20 - 31 |

| Match                  | Date match  | Équipe                | Score          | Meilleur marqueur       | Meilleur rebondeur      | Meilleur passeur   | Lieux Spectateurs           | Série   |
| ---------------------- | ----------- | --------------------- | -------------- | ----------------------- | ----------------------- | ------------------ | --------------------------- | ------- |
| 52                     | 1er février | @ Philadelphie        | D 94-105       | Markelle Fultz (18)     | Wendell Carter Jr. (13) | Trois joueurs (3)  | Wells Fargo Center 20 885   | 20 - 32 |
| 53                     | 3 février   | @ Minnesota           | V 127-120      | Cole Anthony (20)       | Anthony, Banchero (8)   | Cole Anthony (6)   | Target Center 17 136        | 21 - 32 |
| 54                     | 5 février   | @ Charlotte           | V 119-113      | Paolo Banchero (22)     | Wendell Carter Jr. (12) | Trois joueurs (5)  | Spectrum Center 18 510      | 22 - 32 |
| 55                     | 7 février   | New York              | D 98-102       | Markelle Fultz (21)     | Paolo Banchero (8)      | Markelle Fultz (6) | Amway Center 19 438         | 22 - 33 |
| 56                     | 9 février   | Denver                | V 115-104      | Wendell Carter Jr. (19) | Paolo Banchero (10)     | Cole Anthony (7)   | Amway Center 18 846         | 23 - 33 |
| 57                     | 11 février  | Miami                 | D 103-107 (OT) | Markelle Fultz (17)     | Paolo Banchero (13)     | Cole Anthony (6)   | Amway Center 18 223         | 23 - 34 |
| 58                     | 13 février  | @ Chicago             | V 100-91       | Paolo Banchero (22)     | Markelle Fultz (10)     | Markelle Fultz (9) | United Center 20 767        | 24 - 34 |
| 59                     | 14 février  | @ Toronto             | D 113-123      | Wendell Carter Jr. (26) | Bol Bol (7)             | Franz Wagner (6)   | Scotiabank Arena 19 800     | 24 - 35 |
| NBA All-Star Game 2023 |             |                       |                |                         |                         |                    |                             |         |
| 60                     | 23 février  | Détroit               | V 108-106      | Cole Anthony (15)       | Wendell Carter Jr. (14) | Markelle Fultz (8) | Amway Center 18 846         | 25 - 35 |
| 61                     | 25 février  | Indiana               | D 108-121      | Franz Wagner (21)       | Wendell Carter Jr. (5)  | Cole Anthony (15)  | Amway Center 19 231         | 25 - 36 |
| 62                     | 27 février  | @ La Nouvelle-Orléans | V 101-93       | Paolo Banchero (29)     | Wendell Carter Jr. (11) | Markelle Fultz (5) | Smoothie King Center 16 038 | 26 - 36 |

| Match | Date match | Équipe          | Score          | Meilleur marqueur        | Meilleur rebondeur       | Meilleur passeur    | Lieux Spectateurs        | Série   |
| ----- | ---------- | --------------- | -------------- | ------------------------ | ------------------------ | ------------------- | ------------------------ | ------- |
| 63    | 1er mars   | @ Milwaukee     | D 117-139      | Cole Anthony (28)        | Wendell Carter Jr. (10)  | Banchero, Fultz (5) | Fiserv Forum 17 354      | 26 - 37 |
| 64    | 3 mars     | @ Charlotte     | V 117-106      | Paolo Banchero (31)      | Wendell Carter Jr. (9)   | Paolo Banchero (5)  | Spectrum Center 16 683   | 27 - 37 |
| 65    | 5 mars     | Portland        | D 119-122      | Paolo Banchero (26)      | Bol Bol (8)              | Markelle Fultz (8)  | Amway Center 18 846      | 27 - 38 |
| 66    | 7 mars     | Milwaukee       | D 123-134      | Cole Anthony (23)        | Bitadze, M. Wagner (8)   | Paolo Banchero (26) | Amway Center 16 110      | 27 - 39 |
| 67    | 9 mars     | Utah            | D 124-131      | Paolo Banchero (26)      | Paolo Banchero (8)       | Fultz, Suggs (6)    | Amway Center 16 552      | 27 - 40 |
| 68    | 11 mars    | Miami           | V 126-114 (OT) | Wendell Carter Jr. (27)  | Wendell Carter Jr. (11)  | Paolo Banchero (9)  | Amway Center 17 347      | 28 - 40 |
| 69    | 14 mars    | @ San Antonio   | D 114-132      | Paolo Banchero (27)      | Wendell Carter Jr. (10)  | Markelle Fultz (6)  | AT&T Center 13 708       | 28 - 41 |
| 70    | 16 mars    | @ Phoenix       | D 113-116      | Markelle Fultz (25)      | Franz Wagner (10)        | Markelle Fultz (9)  | Footprint Center 17 071  | 28 - 42 |
| 71    | 18 mars    | @ L.A. Clippers | V 113-108      | Markelle Fultz (28)      | Wendell Carter Jr. (12)  | Paolo Banchero (6)  | Crypto.com Arena 17 533  | 29 - 42 |
| 72    | 19 mars    | @ L.A. Lakers   | D 105-111      | Banchero, F. Wagner (21) | Wendell Carter Jr. (11)  | Markelle Fultz (10) | Crypto.com Arena 18 997  | 29 - 43 |
| 73    | 21 mars    | Washington      | V 122-112      | Gary Harris (22)         | Banchero, Carter Jr. (9) | Paolo Banchero (8)  | Amway Center 16 096      | 30 - 43 |
| 74    | 23 mars    | New York        | V 111-106      | Paolo Banchero (21)      | Wendell Carter Jr. (8)   | Markelle Fultz (8)  | Amway Center 17 862      | 31 - 43 |
| 75    | 26 mars    | Brooklyn        | V 119-106      | Cole Anthony (21)        | Franz Wagner (10)        | Markelle Fultz (9)  | Amway Center 17 607      | 32 - 43 |
| 76    | 28 mars    | @ Memphis       | D 108-113      | Franz Wagner (25)        | Paolo Banchero (11)      | Trois joueurs (5)   | FedExForum 16 507        | 32 - 44 |
| 77    | 31 mars    | @ Washington    | V 116-109      | Paolo Banchero (30)      | Paolo Banchero (12)      | Paolo Banchero (6)  | Capital One Arena 16 411 | 33 - 44 |

| Match | Date match | Équipe     | Score     | Meilleur marqueur   | Meilleur rebondeur       | Meilleur passeur   | Lieux Spectateurs      | Série   |
| ----- | ---------- | ---------- | --------- | ------------------- | ------------------------ | ------------------ | ---------------------- | ------- |
| 78    | 2 avril    | Détroit    | V 128-102 | Jalen Suggs (18)    | Banchero, Carter Jr. (9) | Franz Wagner (8)   | Amway Center 19 431    | 34 - 44 |
| 79    | 4 avril    | Cleveland  | D 113-117 | Markelle Fultz (23) | Wendell Carter Jr. (12)  | Markelle Fultz (8) | Amway Center 19 449    | 34 - 45 |
| 80    | 6 avril    | Cleveland  | D 94-118  | Jalen Suggs (22)    | Bol Bol (8)              | Jalen Suggs (4)    | Amway Center 19 235    | 34 - 46 |
| 81    | 7 avril    | @ Brooklyn | D 84-101  | Cole Anthony (14)   | Goga Bitadze (15)        | Cole Anthony (6)   | Barclays Center 18 177 | 34 - 47 |
| 82    | 9 avril    | @ Miami    | D 110-123 | Kevon Harris (22)   | Bitadze, Harris (8)      | Bol, Okeke (5)     | Kaseya Center 19 894   | 34 - 48 |

### Confrontations en saison régulière
| Conférence Est      | Conférence Est                              | Conférence Est                              | Conférence Est                              | Conférence Est                              | Conférence Ouest                            | Conférence Ouest                            | Conférence Ouest                            |
| Division Atlantique | Division Atlantique                         | Division Atlantique                         | Division Atlantique                         | Division Atlantique                         | Division Nord-Ouest                         | Division Nord-Ouest                         | Division Nord-Ouest                         |
| Équipe              | Domicile                                    | Domicile                                    | Extérieur                                   | Extérieur                                   | Équipe                                      | Domicile                                    | Extérieur                                   |
| ------------------- | ------------------------------------------- | ------------------------------------------- | ------------------------------------------- | ------------------------------------------- | ------------------------------------------- | ------------------------------------------- | ------------------------------------------- |
| Boston              | 120-126                                     | 113-98                                      | 117-109                                     | 95-92                                       | Denver                                      | 115-104                                     | 116-119                                     |
| Brooklyn            | 119-106                                     |                                             | 102-109                                     | 84-101                                      | Minnesota                                   | 108-126                                     | 127-120                                     |
| New York            | 98-102                                      | 111-106                                     | 102-115                                     |                                             | Oklahoma City                               | 126-115                                     | 108-116                                     |
| Philadelphie        | 99-107                                      | 103-133                                     | 119-109                                     | 94-105                                      | Portland                                    | 119-122                                     | 109-106                                     |
| Toronto             | 113-109                                     | 111-99                                      | 108-121                                     | 113-123                                     | Utah                                        | 124-131                                     | 108-112                                     |
| Division            | 8–10 (Domicile : 5-4; Extérieur : 3-6)      | 8–10 (Domicile : 5-4; Extérieur : 3-6)      | 8–10 (Domicile : 5-4; Extérieur : 3-6)      | 8–10 (Domicile : 5-4; Extérieur : 3-6)      | Division                                    | 4–6 (Domicile : 2-3; Extérieur : 2-3)       | 4–6 (Domicile : 2-3; Extérieur : 2-3)       |
| Division Centrale   | Division Centrale                           | Division Centrale                           | Division Centrale                           | Division Centrale                           | Division Pacifique                          | Division Pacifique                          | Division Pacifique                          |
| Équipe              | Domicile                                    | Domicile                                    | Extérieur                                   | Extérieur                                   | Équipe                                      | Domicile                                    | Extérieur                                   |
| Chicago             | 109-128                                     |                                             | 108-107                                     | 100-91                                      | Golden State                                | 130-129                                     | 115-101                                     |
| Cleveland           | 113-117                                     | 94-118                                      | 92-103                                      | 96-107                                      | L.A. Clippers                               | 116-111 (OT)                                | 113-108                                     |
| Détroit             | 108-106                                     | 128-102                                     | 109-113                                     | 101-121                                     | L.A. Lakers                                 | 110-129                                     | 105-111                                     |
| Indiana             | 126-120                                     | 108-121                                     | 113-114                                     | 102-123                                     | Phoenix                                     | 114-97                                      | 113-116                                     |
| Milwaukee           | 102-109                                     | 123-134                                     | 117-139                                     |                                             | Sacramento                                  | 123-126 (OT)                                | 111-136                                     |
| Division            | 5–13 (Domicile : 3-6; Extérieur : 2-7)      | 5–13 (Domicile : 3-6; Extérieur : 2-7)      | 5–13 (Domicile : 3-6; Extérieur : 2-7)      | 5–13 (Domicile : 3-6; Extérieur : 2-7)      | Division                                    | 5–5 (Domicile : 3-2; Extérieur : 2-3)       | 5–5 (Domicile : 3-2; Extérieur : 2-3)       |
| Division Sud-Est    | Division Sud-Est                            | Division Sud-Est                            | Division Sud-Est                            | Division Sud-Est                            | Division Sud-Ouest                          | Division Sud-Ouest                          | Division Sud-Ouest                          |
| Équipe              | Domicile                                    | Domicile                                    | Extérieur                                   | Extérieur                                   | Équipe                                      | Domicile                                    | Extérieur                                   |
| Atlanta             | 108-125                                     | 135-124                                     | 98-108                                      | 125-126                                     | Dallas                                      | 94-87                                       | 105-114                                     |
| Charlotte           | 113-93                                      | 105-112                                     | 119-113                                     | 117-106                                     | Houston                                     | 127-134                                     | 116-110                                     |
| Miami               | 103-107 (OT)                                | 126-114 (OT)                                | 105-110                                     | 110-123                                     | Memphis                                     | 115-123                                     | 108-113                                     |
|                     |                                             |                                             |                                             |                                             | New Orleans                                 | 123-110                                     | 101-93                                      |
| Washington          | 100-119                                     | 122-112                                     | 118-138                                     | 116-109                                     | San Antonio                                 | 133-113                                     | 114-132                                     |
| Division            | 7–9 (Domicile : 4-4; Extérieur : 3-5)       | 7–9 (Domicile : 4-4; Extérieur : 3-5)       | 7–9 (Domicile : 4-4; Extérieur : 3-5)       | 7–9 (Domicile : 4-4; Extérieur : 3-5)       | Division                                    | 5–5 (Domicile : 3-2; Extérieur : 2-3)       | 5–5 (Domicile : 3-2; Extérieur : 2-3)       |
| Conférence          | 20-32 (Domicile : 12–14; Extérieur : 8–18)  | 20-32 (Domicile : 12–14; Extérieur : 8–18)  | 20-32 (Domicile : 12–14; Extérieur : 8–18)  | 20-32 (Domicile : 12–14; Extérieur : 8–18)  | Conférence                                  | 14–16 (Domicile : 8–7; Extérieur : 6–9)     | 14–16 (Domicile : 8–7; Extérieur : 6–9)     |
| Total               | 34–48 (Domicile : 20–21; Extérieur : 14–27) | 34–48 (Domicile : 20–21; Extérieur : 14–27) | 34–48 (Domicile : 20–21; Extérieur : 14–27) | 34–48 (Domicile : 20–21; Extérieur : 14–27) | 34–48 (Domicile : 20–21; Extérieur : 14–27) | 34–48 (Domicile : 20–21; Extérieur : 14–27) | 34–48 (Domicile : 20–21; Extérieur : 14–27) |

## Classements
| Conférence Est | Conférence Est             | Conférence Est | Conférence Est | Conférence Est | Conférence Est | Conférence Est | Conférence Est |
| No             | Franchise                  | Vic.           | Déf.           | MJ             | V/D            | GB             |                |
| -------------- | -------------------------- | -------------- | -------------- | -------------- | -------------- | -------------- | -------------- |
| 1              | z - Bucks de Milwaukee     | 58             | 24             | 82             | .707           | -              |                |
| 2              | y - Celtics de Boston      | 57             | 25             | 82             | .695           | 1              |                |
| 3              | x - 76ers de Philadelphie  | 54             | 28             | 82             | .659           | 4              |                |
| 4              | x - Cavaliers de Cleveland | 51             | 31             | 82             | .622           | 7              |                |
| 5              | x - Knicks de New York     | 47             | 35             | 82             | .573           | 11             |                |
| 6              | x - Nets de Brooklyn       | 45             | 37             | 82             | .549           | 13             |                |
|                |                            |                |                |                |                |                |                |
| 7              | x - Heat de Miami          | 44             | 38             | 82             | .537           | 14             |                |
| 8              | y - Hawks d'Atlanta        | 41             | 41             | 82             | .500           | 17             |                |
| 9              | pi - Raptors de Toronto    | 41             | 41             | 82             | .500           | 17             |                |
| 10             | pi - Bulls de Chicago      | 40             | 42             | 82             | .488           | 18             |                |
|                |                            |                |                |                |                |                |                |
| 11             | o - Pacers de l'Indiana    | 35             | 47             | 82             | .427           | 23             |                |
| 12             | o - Wizards de Washington  | 35             | 47             | 82             | .427           | 23             |                |
| 13             | o - Magic d'Orlando        | 34             | 48             | 82             | .415           | 24             |                |
| 14             | o - Hornets de Charlotte   | 27             | 55             | 82             | .329           | 31             |                |
| 15             | o - Pistons de Détroit     | 17             | 65             | 82             | .207           | 41             |                |

| Division Sud-Est          | V  | D  | MJ | V/D  | GB | Dom   | Ext   | Div  |
| ------------------------- | -- | -- | -- | ---- | -- | ----- | ----- | ---- |
| y - Heat de Miami         | 44 | 38 | 82 | .537 | –  | 27-14 | 17-24 | 10-6 |
| pi - Hawks d'Atlanta      | 41 | 41 | 82 | .500 | 3  | 24-17 | 17-24 | 8-8  |
| o - Wizards de Washington | 35 | 47 | 82 | .427 | 9  | 19-22 | 16-25 | 8-8  |
| o - Magic d'Orlando       | 34 | 48 | 82 | .415 | 10 | 20-21 | 14-27 | 7-9  |
| o - Hornets de Charlotte  | 27 | 55 | 82 | .329 | 17 | 13-28 | 14-27 | 7-9  |